# Медаль «За отличие в предупреждении и ликвидации чрезвычайных ситуаций»
Медаль «За отличие в предупреждении и ликвидации чрезвычайных ситуаций» (Төтенше жағдайлардың алдын алуда және жоюда үздік шыққаны үшін) — ведомственная награда Комитета по чрезвычайным ситуациям Министерства внутренних дел Республики Казахстан.

## История
Медаль была учреждена на основании Указа Президента Республики Казахстан от 5 июня 2006 года № 129. Указом от 30 сентября 2011 года за № 155 медаль была переучреждена как ведомственная награда Министерства по чрезвычайным ситуациям, однако, в 2014 году, в связи с ликвидацией Министерства и отнесением его функций к ведомству Министерства внутренних дел, награда претерпела ведомственную принадлежность.

## Положение
1. Медалью награждаются сотрудники органов по чрезвычайным ситуациям Республики Казахстан, образцово выполняющие свой долг по защите населения от аварий, катастроф, пожаров и стихийных бедствий; другие лица, активно участвующие в мероприятиях по предупреждению и ликвидации чрезвычайных ситуаций и проявившие при этом мужество и самоотверженность.
2. Порядок представления и рассмотрения ходатайств о награждении медалью определяется Министром по чрезвычайным ситуациям Республики Казахстан.
3. Вручение медали производится от имени Президента Республики Казахстан Министром по чрезвычайным ситуациям Республики Казахстан, начальниками подразделений органов по чрезвычайным ситуациям.
4. Каждому награждённому одновременно с вручением медали выдается соответствующее удостоверение, подписанное Министром по чрезвычайным ситуациям Республики Казахстан.
5. Медаль носится на левой стороне груди, при наличии государственных наград Республики Казахстан располагается после них. Планка с лентой к названной медали располагается на левой стороне груди после символов государственных наград.

## Описание медали
Медаль изготавливается из мельхиора и имеет форму круга диаметром 34 мм.
На лицевой стороне медали в центре - изображение земного шара со вписанными в него «розой ветров» и международным знаком гражданской обороны  под контуром земного шара - парящий орёл. Фон земного шара покрыт голубой эмалью. 
На оборотной стороне медали по центру расположена надпись «Төтенше жағдайлардың алдын алуда және жоюда үздік шыққаны үшін».
Все изображения и надписи на медали выпуклые. Края медали окаймлены бортиком.
Медаль с помощью ушка и кольца соединяется с пятиугольной колодкой шириной 30 мм и высотой 50 мм, обтянутой шелковой муаровой лентой. Посередине ленты располагаются две оранжевые полосы шириной 3 мм, между которыми голубая полоса шириной 2 мм, по краям оранжевых полос расположены белые полосы шириной 3 мм. По краям ленты - голубые полосы шириной 8 мм. Ширина ленты 30 мм.
Медаль с помощью булавки крепится к одежде.